# アイスランド病
アイスランド病（アイスランドびょう、Iceland disease）は、1948年にアイスランドのアークレイリで流行した病気である。別名アークレイリ病ともいう。人口 6887人のうち465人が、風邪によく似た身体の重さと共に疲労・脱力・筋肉痛・頭痛・記憶力低下といった症状を訴えた。異形ポリオ・集団ヒステリーではないかとも疑われたが、1955年、イギリスのロイヤルフリー病院の医師や看護師に筋痛、脱力、喉頭痛などの症状が現れ、ロイヤルフリー病と呼ばれたものと類似していることが注目された。後に世界各地で発症した同種の症状と共に、この病は慢性疲労症候群（略称、CFS）と呼ばれるようになった。